# Tugali suteri
Tugali suteri es una especie de molusco gasterópodo de la familia Fissurellidae. 

## Distribución geográfica
Se encuentra en Nueva Zelanda